# Джадзотто, Ремо
Ремо Джадзотто (итал. Remo Giazotto; 4 сентября 1910, Рим — 26 августа 1998, Пиза) — итальянский композитор и музыковед.
С 1932 года музыкальный критик журнала «Итальянское музыкальное обозрение» (итал. Rivista musicale italiana), в 1945—1949 годах его редактор; с 1967 года соредактор «Нового итальянского музыкального обозрения». С 1949 года директор камерно-музыкального вещания на радиостанции RAI, в дальнейшем занимал другие ответственные должности в системе итальянского радиовещания. В 1957—1969 годах профессор истории музыки в университете Флоренции.
Автор биографий ряда итальянских композиторов: Томазо Альбинони (1945), Ферруччо Бузони (1947), Джованни Баттисты Виотти (1956), Алессандро Страделлы (1962), Антонио Вивальди (1965). Написал также книги «Музыкальная драма в Генуе в XVII—XVIII вв.» (итал. Il melodramma a Genova nei secoli XVII e XVIII; 1941), «Итальянская музыка в Лондоне во времена Пёрселла» (итал. La musica italiana a Londra negli anni di Purcell; 1955) и др.
Особую известность Джадзотто принесла публикация в 1958 году его композиции для органа и струнных, так называемого Адажио Альбинони, быстро приобретшего чрезвычайную популярность. В дальнейшем было установлено, что это сочинение было написано самим Джадзотто.

## Основные публикации
- Il melodramma a Genova nei secoli XVII e XVIII (Генуя, 1941)
- Tomaso Albinoni, 'musico violino dilettante veneto' (1671-1750) (Милан, 1945)
- Busoni: la vita nell opera (Милан, 1947)
- La musica a Genova nella vita pubblica e privata dal XIII al XVIII secolo (Генуя, 1952)
- Poesia melodrammatica e pensiero critico nel Settecento (Милан, 1952)
- Il Patricio di Hercole Bottrigari dimostrato practicamente da un anonimo cinquecentesco', CHM, i (1953), 97-112
- Harmonici concenti in aere veneto (Рим, 1954)
- La musica italiana a Londra negli anni di Purcell (Рим, 1955)
- Annali mozartiani (Милан, 1956)
- Giovan Battista Viotti (Милан, 1956)
- Musurgia nova (Милан, 1959)
- Vita di Alessandro Stradella (Милан, 1962)
- Vivaldi (Милан, 1965)
- Invito all'ascolto di Vivaldi (Милан, 1984)
- Maria Malibran (1808-1836): una vita nei nomi di Rossini e Bellini (Милан, 1986)
- Puccini in casa Puccini (Лукка, изд. Академос, 1992) - ISBN 88-7096-076-5